# Dave Walker
David Walker é um cantor e guitarrista britânico de rock nascido em 25 de janeiro de 1945, em Walsall, Inglaterra. Ele ficou conhecido como vocalista nas bandas Fleetwood Mac, Savoy Brown e alguns meses no Black Sabbath.